# Korzkiew (gmina)
Korzkiew – dawna gmina wiejska istniejąca w XIX wieku w guberni kieleckiej. Siedzibą władz gminy była Korzkiew.
Za Królestwa Polskiego gmina Korzkiew należała do powiatu olkuskiego w guberni kieleckiej (utworzonej w 1867).
Gmina została zniesiona w 1877 roku, a jej obszar włączono do utworzonej trzy lata wcześniej (w 1874) gminy Cianowice.